# Tabubil
Tabubil é uma cidade localizada na Província Ocidental, Papua-Nova Guiné. Colonizada por indonésios, tem 13,500 habitantes e é a região mais importante para a comemoração da independência do país.